# Luka Babić
Luka Babić (Spalato, 29 settembre 1991) è un ex cestista croato.

## Carriera
Con la Croazia ha disputato i Campionati mondiali del 2014 e i Giochi olimpici di Rio de Janeiro 2016.

## Palmarès
- Campionato croato: 4

Cedevita Zagabria: 2013-14, 2014-15, 2015-16, 2016-17
- Coppa di Croazia: 4

Cedevita Zagabria: 2014, 2015, 2016, 2017